# ویکا ۵۲۲۰
سیارک ۵۲۲۰ (به انگلیسی: 5220 Vika، نامگذاری:1979SA8) پنج هزار و دویست و بیستمین سیارک کشف شده‌است که در ۲۳ سپتامبر ۱۹۷۹ کشف شد.
قدر مطلق سیارک برابر ۱۳٫۳۰ است.